# Copa del Rey de balonmano 2005
La Copa del Rey de balonmano 2005 fue la edición XXX del campeonato estatal de la Copa del Rey y se celebró en Pontevedra (Galicia) entre el 25 y el 29 de mayo de 2005.
Tienen derecho a jugarla los ocho primeros equipos de la Liga ASOBAL 2009-10 al finalizar la primera vuelta. En el supuesto de que el equipo de la Liga ASOBAL 2009-10 de la ciudad organizadora no esté dentro de los ocho primeros equipos clasificados al final de la primera vuelta del Campeonato de Liga, participarán en esta competición los siete primeros equipos clasificados al final de la primera vuelta del Campeonato de Liga junto con el equipo de la ciudad organizadora.
Los equipo clasificados fueron: Bidasoa, BM Valladolid, BM Ciudad Real, BM Granollers, Ademar León, SDC San Antonio, SD Teucro y el F. C. Barcelona.
El ganador de esta edición fue el BM Valladolid, imponiéndose al F. C. Barcelona.

## Desarrollo
|  | Cuartos de final | Cuartos de final |                |               | Semifinales | Semifinales |  |              | Final      | Final      |  |
|  | 25 y 26 de mayo  | 25 y 26 de mayo  |                |               | 28 de mayo  | 28 de mayo  |  |              | 29 de mayo | 29 de mayo |  |
|  |                  |                  |                |               |             |             |  |              |            |            |  |
|  |                  |                  |                |               |             |             |  |              |            |            |  |
|  | CD Bidasoa       | 28               |                |               |             |             |  |              |            |            |  |
|  | CD Bidasoa       | 28               |                |               |             |             |  |              |            |            |  |
|  | BM Valladolid    | 32               |                |               |             |             |  |              |            |            |  |
|  | BM Valladolid    | 32               |                | BM Valladolid | 34          |             |  |              |            |            |  |
|  |                  |                  |                | BM Valladolid | 34          |             |  |              |            |            |  |
|  |                  |                  | BM Ciudad Real | 31            |             |             |  |              |            |            |  |
|  | BM Ciudad Real   | 39               | BM Ciudad Real | 31            |             |             |  |              |            |            |  |
|  | BM Ciudad Real   | 39               |                |               |             |             |  |              |            |            |  |
|  | BM Granollers    | 24               |                |               |             |             |  |              |            |            |  |
|  | BM Granollers    | 24               |                |               |             |             |  | FC Barcelona | 25         |            |  |
|  |                  |                  |                |               |             |             |  | FC Barcelona | 25         |            |  |
|  |                  |                  | BM Valladolid  | 27            |             |             |  |              |            |            |  |
|  | CB Ademar León   | 31               | BM Valladolid  | 27            |             |             |  |              |            |            |  |
|  | CB Ademar León   | 31               |                |               |             |             |  |              |            |            |  |
|  | SDC San Antonio  | 27               |                |               |             |             |  |              |            |            |  |
|  | SDC San Antonio  | 27               |                | FC Barcelona  | 33          |             |  |              |            |            |  |
|  |                  |                  |                | FC Barcelona  | 33          |             |  |              |            |            |  |
|  |                  |                  | CB Ademar León | 28            |             |             |  |              |            |            |  |
|  | SD Teucro        | 33               | CB Ademar León | 28            |             |             |  |              |            |            |  |
|  | SD Teucro        | 33               |                |               |             |             |  |              |            |            |  |
|  | FC Barcelona     | 37               |                |               |             |             |  |              |            |            |  |
|  | FC Barcelona     | 37               |                |               |             |             |  |              |            |            |  |
|  |                  |                  |                |               |             |             |  |              |            |            |  |

| Castilla y León                              |
| Campeón Club Balonmano Valladolid 1.º título |